# Anevrina kozaneki
Anevrina kozaneki är en tvåvingeart som beskrevs av Brown 1994. Anevrina kozaneki ingår i släktet Anevrina och familjen puckelflugor.
Artens utbredningsområde är Slovakien. Inga underarter finns listade i Catalogue of Life.